# Pieter Bleeker
Pieter Bleeker (10. července 1819 Zaandam – 24. ledna 1878 Haag) byl nizozemský lékař a ichtyolog. Zkoumal především ryby jihovýchodní Asie.
V letech 1842–60 byl zaměstnán jako lékař nizozemské armády v Indonésii. Během tohoto období začal studovat ryby z této oblasti. Díky rozsáhlým kontaktům s místními obyvateli shromáždil přes 18 000 exemplářů ryb. Jeho velká sbírka byla zakoupena Muzeem přírodní historie v Leidenu, kde se nachází dodnes. Po návratu do Nizozemska vydal ve francouzštině proslulý Atlas ryb (Atlas Ichthyologique des Indes Orientales Néêrlandaises), který vycházel v letech 1862–1877. Atlas byl publikován ve 36 svazcích s více než 1 500 ilustracemi. Ve svých 500 odborných prací popsal 511 nových rodů ryb a 1925 nových druhů ryb. Příležitostně se věnoval herpetologii, popsal 14 nových druhů plazů. Roku 1862 se stal řádným členem Královské nizozemské akademie věd a umění.